# Pabna Sadar
Pabna Sadar (en bengali : পাবনা সদর) est une upazila du Bangladesh dans le district de Pabna. En 1991, on y dénombrait 431 513 habitants.